# Пелес, Керен
Керен Пелес (ивр. קרן פלס‎; 11 марта 1979) — израильская певица, пианист, автор песен и музыки, а также актриса.
Керен Пелес выросла в Явнеэле, в семье Дорона и Мириам Пелес, посещала среднюю школу «Тихон Бейт-Яреах» в долине реки Иордан вместе с младшим братом и сестрой. В детстве она училась игре на фортепиано и флейте. Она играла в Детском оркестре Явнеэля, а затем в Представительском оркестре долины реки Иордан, в котором она была солисткой.
Окончила музыкальную школу (англ. Rimon School of Jazz and Contemporary Music). В 2005 году стала известна как писатель песен для Мири Месика и Шири Маймон.
Мири Месика — наиболее известный её партнер, её подруга, для которой она написала много песен за годы дружбы. Другим её известным партнером является Рами Кляйнштейн, с которым она выпустила два альбома и провела в 2016 году турне. Керен Пелес написала много песен и для других израильских певцов, а также сочиняла музыку для театра. За свою работу в этой сфере деятельности она дважды была удостоена премии «מלחינת השנה בתיאטרון» («Композитор года в театре»).
Её первый альбом אם אלה החיים — «Если это жизнь» (англ. If This Is Life) вышел в июле 2006 года, все песни входящие в этот альбом были написаны нею. В этом же году она была номинирована певицей года радио (англ. Galgalatz).
В апреле 2008 года вышел второй альбом מבול — «Потоп» (англ. Flood) и Керен вновь выбрали певицей года.
В июне 2009 года вышла замуж за разработчика сайтов (англ. Tomer Grencel). В 2010 году пара распалась. Керен воспитывает двух детей.

## Дискография
- 2006 — אם אלה החיים — «Если это жизнь» (Im Ele haKhaim)
- 2008 — מבול — «Потоп» (Mabool)
- 2010 — בין העיר לכפר — «Между городом и деревней» (Bein haIr leKfar)
- 2013 — איך שהשמש תזרח — «Как же засияет Солнце» (Eich she-haShemesh Tizrakh)
- 2020 — שקופים — «Мы у всех на виду» [букв. «Прозрачные»] (Shkufim[4])

Альбомы с участием Рами Кляйнштейн:
- 2016 — רמי קלינשטיין קרן פלס — «Рами Кляйнштейн — Керен Пелес»
- 2016 — רמי קלינשטיין קרן פלס ההופעה — «Рами Кляйнштейн — Керен Пелес: Представление» (2 диска)